# British Home Championship 1964/65
Die British Home Championship 1964/65 war die 70. Auflage des im Round-Robin-System ausgetragenen Fußballwettbewerbs zwischen den vier britischen Nationalmannschaften von England, Nordirland (bis 1949/50 Irland), Schottland und Wales.
| Pl. | Nationalmannschaft | Sp. | S | U | N | Tore    | Punkte |
| --- | ------------------ | --- | - | - | - | ------- | ------ |
| 1.  | England            | 3   | 2 | 1 | 0 | 008:600 | 05:10  |
| 2.  | Wales              | 3   | 2 | 0 | 1 | 009:400 | 04:20  |
| 3.  | Schottland         | 3   | 1 | 1 | 1 | 007:700 | 03:30  |
| 4.  | Nordirland         | 3   | 0 | 0 | 3 | 005:120 | 0:60   |

|                                               |   |            |           |
| 3. Oktober 1964 in Belfast (Windsor Park)     |   |            |           |
| Nordirland                                    | – | England    | 3:4 (0:4) |
| 3. Oktober 1964 in Cardiff (Ninian Park)      |   |            |           |
| Wales                                         | – | Schottland | 3:2 (1:2) |
| 18. November 1964 in London (Wembley Stadium) |   |            |           |
| England                                       | – | Wales      | 2:1 (1:0) |
| 25. November 1964 in Glasgow (Hampden Park)   |   |            |           |
| Schottland                                    | – | Nordirland | 3:2 (3:2) |
| 31. März 1965 in Belfast (Windsor Park)       |   |            |           |
| Nordirland                                    | – | Wales      | 0:5 (0:2) |
| 10. April 1965 in London (Wembley Stadium)    |   |            |           |
| England                                       | – | Schottland | 2:2 (2:1) |